# Guadalupe, Santander
Guadalupe là một khu tự quản thuộc tỉnh Santander, Colombia. Thủ phủ của khu tự quản Guadalupe đóng tại Guadalupe Khu tự quản Guadalupe có diện tích 178 ki lô mét vuông. Đến thời điểm ngày 28 tháng 5 năm 2005, khu tự quản Guadalupe có dân số 6930 người.